# Parksdale
Parksdale és una concentració de població designada pel cens dels Estats Units a l'estat de Califòrnia. Segons el cens del 2000 tenia 2.688 habitants.

## Demografia
Segons el cens del 2000, Parksdale tenia 2.688 habitants, 594 habitatges, i 513 famílies. La densitat de població era de 579,8 habitants/km².
Dels 594 habitatges en un 55,2% hi vivien nens de menys de 18 anys, en un 61,1% hi vivien parelles casades, en un 16,3% dones solteres, i en un 13,5% no eren unitats familiars. En el 9,3% dels habitatges hi vivien persones soles el 3,9% de les quals corresponia a persones de 65 anys o més que vivien soles. El nombre mitjà de persones vivint en cada habitatge era de 4,53 i el nombre mitjà de persones que vivien en cada família era de 4,69.
Per edats la població es repartia de la següent manera: un 40,1% tenia menys de 18 anys, un 12,7% entre 18 i 24, un 26,4% entre 25 i 44, un 14,8% de 45 a 60 i un 6% 65 anys o més.
L'edat mitjana era de 23 anys. Per cada 100 dones de 18 o més anys hi havia 109,2 homes.
La renda mitjana per habitatge era de 29.821 $ i la renda mitjana per família de 28.287 $. Els homes tenien una renda mitjana de 26.181 $ mentre que les dones 24.219 $. La renda per capita de la població era de 7.129 $. Entorn del 30,8% de les famílies i el 34,7% de la població estaven per davall del llindar de pobresa.

## Poblacions més properes
El següent diagrama mostra les poblacions més properes.